# Stefan Nillessen
Stefan Nillessen (2 januari 2003) is een Nederlands atleet, die zich heeft toegelegd op de middellange afstanden. Hij werd in 2023 Europees kampioen (onder 23) op de 1500 m en Nederlands kampioen op dezelfde afstand in 2024. Hij nam deel aan de Olympische Spelen van 2024, waarin hij op de 1500 m de finale behaalde.

## Loopbaan
Nillessen was geselecteerd op de 1500 m voor de WK U20 van 2022 in Cali, Colombia. Een jaar later behaalde hij de eerste plaats op de 1500 m tijdens de EK U23 in Espoo.
Zijn coaches zijn Susan Krumins en Tomasz Lewandowski. Hij heeft een sponsordeal met Nike getekend in 2024. Hij heeft zijn persoonlijke record op de 1500 m verbeterd op 18 juni 2024 naar 3.34,32 in Turku.
In 2024 won Nillessen de Nederlandse titel op de 1500 m.
Op de Olympische Spelen van 2024 eindigde Nillessen als negende in de finale, met een nieuw persoonlijk record van 3.30,75 
In 2024 won hij de Zevenheuvelennacht in een parcoursrecord van 20.15. 
In februari 2025 won Nillessen de 3000 m van de INIT Indoor Meeting Karlsruhe met een Nederlands record. De vorige recordhouders Mike Foppen en Mahadi Abdi Ali werden derde en achtste.

## Kampioenschappen

### Internationale kampioenschappen
| Onderdeel | Titel                 | Jaar |
| --------- | --------------------- | ---- |
| 1500 m    | Europees kampioen U23 | 2023 |

### Nederlandse kampioenschappen
Outdoor
| Onderdeel | Jaar |
| --------- | ---- |
| 800 m     | 2025 |
| 1500 m    | 2024 |

Indoor
| Onderdeel | Jaar |
| --------- | ---- |
| 1500 m    | 2025 |

## Persoonlijke records
Outdoor
| Onderdeel   | Prestatie    | Datum            | Plaats  |
| ----------- | ------------ | ---------------- | ------- |
| 800 m       | 1.47,37      | 28 juli 2023     | Breda   |
| 1000 m      | 2.15,78      | 8 september 2024 | Zagreb  |
| 1500 m      | 3.29,23 (NR) | 20 juni 2025     | Parijs  |
| 1 Eng. mijl | 3.49,02      | 12 juni 2025     | Oslo    |
| 3000 m      | 8.05,65      | 20 juni 2022     | Utrecht |

Indoor
| Onderdeel   | Prestatie       | Datum            | Plaats    |
| ----------- | --------------- | ---------------- | --------- |
| 1000 m      | 2.21,08         | 3 februari 2024  | Gent      |
| 1500 m      | 3.37,08         | 23 februari 2025 | Apeldoorn |
| 1 Eng. mijl | 3.52,70 (NR)    | 13 februari 2025 | Liévin    |
| 3000 m      | 7.37,10 (ex-NR) | 7 februari 2025  | Karlsruhe |

Weg
| Onderdeel | Prestatie | Datum            | Plaats |
| --------- | --------- | ---------------- | ------ |
| 5 km      | 14.10     | 11 februari 2024 | Monaco |

## Palmares

### 800 m
- 2025: 6e FBK Games – 1.45,09
- 2025:  NK – 1.47,90

### 1000 m
- 2024: 4e FBK Games - 2.17,11

### 1500 m
- 2022: 6e NK - 3.44,93
- 2022: 10e in serie WK U20 in Cali - 3.50,36
- 2023: 5e NK indoor - 3.50,75
- 2023: DNS fin. NK (in serie 3.51,17
- 2023:  EK U23 te Espoo - 3.43,35
- 2024: 7e NK indoor - 3.47,31
- 2024:  NK - 3.35,80
- 2024: 9e OS - 3.30,75
- 2025:  NK indoor - 3.37,08
- 2025:  EK landenteams First League in Madrid - 3.39,97

Diamond League-resultaten
- 2024: 8e Athletissima - 3.32,16
- 2024: 10e Weltklasse Zürich - 3.33,08
- 2025: 5e Meeting de Paris - 3.29,23 (NR)
- 2025: 9e Kamila Skolimowska Memorial - 3.34,65

### 1 Eng. mijl
Diamond League-resultaten
- 2025:  Bislett Games - 3.49,02
- 2025: 13e Prefontaine Classic - 3.49,53

### 3000 m
- 2025: 8e EK indoor - 7.55,83

### Veldlopen
- 2024: 12e EK U23 in Antalya (6,32 km) - 18.52
- 2024:  NK (korte cross = 2480 m) - 7.25